# Rawa Buntu
Rawa Buntu is een bestuurslaag in het regentschap Tangerang Selatan van de provincie Banten, Indonesië. Rawa Buntu telt 26.123 inwoners (volkstelling 2010).